# Freyssenet
Freyssenet ist eine französische Gemeinde mit 46 Einwohnern (Stand 1. Januar 2022) im Département Ardèche in der Region Auvergne-Rhône-Alpes.

## Geografie
Freyssenet liegt im Süden Frankreichs im östlichsten Teil des Zentralmassivs im Vivarais auf dem Plateau du Coiron, 22 Kilometer nordwestlich von Montélimar, etwa 15 Kilometer nordöstlich von Aubenas, 8 Kilometer südwestlich von Privas, dem Hauptort des Kantons Privas und des Arrondissements Privas, und 4 Kilometer südöstlich des Regionalen Naturparks Monts d’Ardèche. Nachbargemeinden von Freyssenet sind Saint-Étienne-de-Boulogne im Nordwesten, Saint-Priest im Nordosten, Berzème im Südosten und Darbres im Südwesten. Das Gemeindegebiet umfasst 954 Hektar, die mittlere Höhe beträgt 633 Meter über dem Meeresspiegel, die Mairie steht auf einer Höhe von 782 Metern. Der Auzon entspringt auf dem Gemeindegebiet. Weitere Wasserläufe in Freyssenet sind die Bäche Bayonne und Le Bosc.
Freyssenet ist einer Klimazone des Typs Cfb (nach Köppen und Geiger) zugeordnet: Warmgemäßigtes Regenklima (C), vollfeucht (f), wärmster Monat unter 22 °C, mindestens vier Monate über 10 °C (b). Es herrscht Seeklima mit gemäßigtem Sommer.

### Bevölkerungsentwicklung
| Jahr                       | 1962 | 1968 | 1975 | 1982 | 1990 | 1999 | 2007 | 2016 |
| Einwohner                  | 93   | 89   | 65   | 65   | 46   | 49   | 53   | 47   |
| Quellen: Cassini und INSEE |      |      |      |      |      |      |      |      |

## Wirtschaft und Infrastruktur
In Freyssenet wurde 2006 ein Windpark mit fünf Windkraftanlagen des Typs Vestas V80/2000 in Betrieb genommen. 2009 kam es zu einem Zwischenfall, bei dem eine der Windkraftanlagen abbrannte. Dieser Vorfall war besonders beunruhigend, da Freyssenet als eine der Gemeinden gilt, in denen die Gefahr eines Waldbrandes besteht.

### Lokale Produkte
Auf dem Gemeindegebiet gelten kontrollierte Herkunftsbezeichnungen (AOC) für Rindfleisch (Fin gras du Mézenc), Picodon und Edelkastanien (Châtaigne d’Ardèche) sowie geschützte geographische Angaben (IGP) für Wurst (Saucisson de l’Ardèche), Schinken (Jambon de l’Ardèche) und Wein (Ardèche und Méditerranée). Die Rinder, aus denen Fin gras du Mézenc hergestellt wird, werden mit Heu gefüttert, das auf den Bergen eines bestimmten Gebiets gewachsen ist. Der Schinken Jambon de l’Ardèche wird mit Salz, Pfeffer und Gewürzen eingerieben und gepökelt. Während seiner siebenmonatigen Reifephase wird er mit einer Mischung aus Schmalz, Gewürzen und Kastanienmehl bestrichen.